# 西墨尔本 (佛罗里达州)
西墨尔本（英語：West Melbourne），是美国佛罗里达州布里瓦德縣下属的一座城市。建立于1959年。面积约为20.3平方公里（约合7.8平方英里）。根据2010年美国人口普查，该市有人口18,355人。论人口在本州排行第111。